# Новоалексієвка (Бурлинський район)
Новоалексі́євка (рос. Новоалексеевка) — село у складі Бурлинського району Алтайського краю, Росія. Входить до складу Новопіщанської сільської ради.

## Населення
Населення — 153 особи (2010; 237 у 2002).
Національний склад (станом на 2002 рік):
- українці — 52 %
- росіяни — 40 %